# Guapira guianensis
Guapira guianensis är en underblomsväxtart som beskrevs av Jean Baptiste Christophe Fusée Aublet. Guapira guianensis ingår i släktet Guapira och familjen underblomsväxter. Inga underarter finns listade i Catalogue of Life.